# فيكتوار بابوا
فيكتوار بابوا ، و تعرفو باسم فيكتوار-ماغيريت بابوا ، شاعرة وكاتبة فرنسية . تزوجت عام 1780، وعانت من مأساة عندما توفيت ابنتها البالغة من العمر خمس سنوات في عام 1792. قادتها هذه التجربة إلى كتابة مرثاة لابنتها، والتي نشرتها عام 1804. وأثرت على شعراء فرنسيين آخرين، . نشرت مجموعات أخرى من المرثيات، بما في ذلك الأعمال السياسية التي علقت على الأحداث المعاصرة.توفيت في 8 مارس 1839 ودُفنت في باريس.
ولدت بابوا في مرساي في 6 أكتوبر 1760، وهي الابنة الوحيدة لوالديها. حصلت على القليل من التعليم، على الرغم من أنها تذكرت لاحقًا أنها استمتعت بلقراءة  تزوجت من جاك نيكولا جوسيه عام 1780. ومع ذلك، توفيت طفلتها الوحيدة، عام 1792 في عمر الخامسة. وبعد ذلك لم يستمر زواجها وانفصلت عن زوجها وطلقت عام 1793. 